# August Willemsen
Pour les articles homonymes, voir Willemsen.
 (octobre 2022).
August Willemsen (Amsterdam, 16 juin 1936 - idem, 29 novembre 2007) était un essayiste et traducteur néerlandais.
Professeur en langue et littérature portugaise et brésilienne à l’université de sa ville natale, il écrivit, en rapport avec son domaine de spécialité, nombre d’essais et d’articles de presse, souvent dans un style enlevé et avec un enthousiasme communicatif, dont plusieurs ont été regroupés en volume. Il se signala également par une vaste œuvre de traducteur, principalement de portugais en néerlandais, faisant figure en particulier de traducteur attitré de Fernando Pessoa et donnant la première traduction néerlandaise intégrale de ces deux maîtres livres de la littérature brésilienne que sont Os Sertões d’Euclides da Cunha (sous le titre De binnenlanden ; titre français Hautes Terres) et Grande Sertão: Veredas de João Guimarães Rosa (sous le titre Diepe wildernis: de wegen ; titre français Diadorim). Enfin, il publia quelques ouvrages d'essence autobiographique.

## Publications

### Essais et articles de presse parus en volume
- De taal als bril: in twintig stukken, De Arbeiderspers, Amsterdam, 1990  (ISBN 90-295-5743-5)
- Het hoge woord: beschouwingen en boutades, De Arbeiderspers, Amsterdam, 1994  (ISBN 90-295-5746-X)
- Meesters der Portugese vertelkunst (maîtres de l'art narratif portugais), anthologie composée et préfacée par August Willemsen, Meulenhoff, Amsterdam 1970 (rééd. De Arbeiderspers, 2008)  (ISBN 9789029566780)
- Fernando Pessoa: het ik als vreemde, De Arbeiderspers, Amsterdam, 2000  (ISBN 90-295-5607-2)
- De tuin van IJben : in memoriam Jan Meilof IJben, éd. Rap, Amsterdam, 1999  (ISBN 90-6005-829-1)
- De goddelijke kanarie : over het Braziliaanse voetbal, De Arbeiderspers, Amsterdam, 2007  (ISBN 9789029564557)

### Traductions
- August Willemsen s'était attelé à une traduction intégrale de l'œuvre de Fernando Pessoa. Sa mort vint interrompre ce travail.
- De binnenlanden, trad. de Os Sertões (titre de la trad. fr. Hautes Terres) d’Euclides da Cunha, Meulenhoff, Amsterdam, 2001  (ISBN 90-290-6788-8)
- Diepe wildernis: de wegen, trad. de Grande Sertão: Veredas (titre de la trad. fr. Diadorim) de João Guimarães Rosa, Meulenhoff, Amsterdam, 2007  (ISBN 9789029078986)
- Alleen op de wereld, trad. de Sans Famille, d'Hector Malot, De Arbeiderspers, Amsterdam, 2011  (ISBN 9789029579230)
- De liefde, natuurlijk, trad. de O Amor Natural, poésies de Carlos Drummond de Andrade, éd. bilingue, De Arbeiderspers, Amsterdam, 2006  (ISBN 90-295-6449-0)
- Gedichten, choix de poésies traduites de Carlos Drummond de Andrade, De Arbeiderspers, Amsterdam, 2002  (ISBN 90-295-1401-9)
- Posthume herinneringen van Brás Cubas, trad. de Memórias Póstumas de Brás Cubas (titre de la trad. fr. Mémoires posthumes de Brás Cubas) de Joaquim Maria Machado de Assis, éd. Veen, Amsterdam, 2009  (ISBN 9789020409598)
- Dagboek van Aires trad. de Memorial de Aires (titre fr. sous le titre Ce que les hommes appellent amour) de Machado de Assis, De Arbeiderspers, Amsterdam, 1992  (ISBN 90-295-0373-4)
- De spookschrijver uit Rio, trad. du roman Budapeste (titre fr. Budapest) de Chico Buarque, Meulenhoff, Amsterdam, 2005  (ISBN 90-290-7540-6)
- Onrust, trad. de Estorvo (titre fr. Embrouille) de Chico Buarque, Meulenhoff, Amsterdam, 1992  (ISBN 90-290-2605-7)
- Angst, trad. de Angústia (titre fr. Angoisse), roman de Graciliano Ramos, éd. Coppens en Frenks, Amsterdam, 1995  (ISBN 90-71127-49-4)
- Kannibalen, trad. du roman Caetés de Graciliano Ramos, Coppens en Frenks, Amsterdam, 2002  (ISBN 90-71127-69-9)
- Kinderjaren, trad. de Infância (trad. fr. sous le titre Enfance) de Graciliano Ramos, De Arbeiderspers, Amsterdam, 2007  (ISBN 9789029565622)
- Dit stuk grond, trad. de Essa Terra d'Antonio Torres, Meulenhoff, Amsterdam, 1999  (ISBN 90-290-5807-2)
- Ware voor zo lange liefde niet zo kort het leven: lyrische gedichten, poésies lyriques de Luís de Camões, choisies, traduites et postfacées par A. Willemsen, De Arbeiderspers, Amsterdam, 2007
- Vleermuizen en blauwe krabben: gedichten, poèmes de Lêdo Ivo, éd. Wagner en Van Santen, Sliedrecht, 2000  (ISBN 90-76569-15-0)
- De emotie in kaart gebracht: gedichten, poésies de Nuno Júdice, éd. Wagner en Van Santen, Sliedrecht, 2005  (ISBN 90-76569-45-2)
- De zoete vijandin, nouvelles de Dalton Trevisan, Meulenhoff, Amsterdam, 1992  (ISBN 90-290-2712-6)
- De Vijfvleugelige Vogel, trad. de O Pássaro de Cinco Asas et de A Faca no Coração de Dalton Trevisan, Meulenhoff, Amsterdam, 1974  (ISBN 90-290-0585-8)

### Écrits autobiographiques
- Vrienden, vreemden, vrouwen, journal intime de Willemsen adolescent, commenté par Willemsen adulte, paru aux éd. De Arbeiderspers, coll. Privé-domein, 1998  (ISBN 90-295-5624-2)
- De tuin van IJben, compte rendu d'un voyage scolaire en France, 1999  (ISBN 90-6005-829-1)
- Braziliaanse brieven, recueil de correspondances révisées, basé sur des lettres envoyées par Willemsens lors de ses divers voyages au Brésil, relatant de nombreuses anecdotes et ses expériences et tribulations avec le pays, les gens, la culture, et avec les expatriés hollandais (à ses yeux) plutôt conservateurs, De Arbeiderspers, 1985  (ISBN 9789029566780)
- De val (sur sa période d'alcoolisme), éd. De Arbeiderspers, coll. Privé-domein, 1991  (ISBN 90-295-5744-3)